# Grand Prix Hassan II 1998 - Qualificazioni singolare
Le qualificazioni del singolare  del Grand Prix Hassan II 1998 sono state un torneo di tennis preliminare per accedere alla fase finale della manifestazione. I vincitori dell'ultimo turno sono entrati di diritto nel tabellone principale. In caso di ritiro di uno o più giocatori aventi diritto a questi sono subentrati i lucky loser, ossia i giocatori che hanno perso nell'ultimo turno ma che avevano una classifica più alta rispetto agli altri partecipanti che avevano comunque perso nel turno finale.
Le qualificazioni del torneo Grand Prix Hassan II 1998 prevedevano 32 partecipanti di cui 4 sono entrati nel tabellone principale.

## Teste di serie
1. Diego Nargiso (primo turno)
2. Sébastien Grosjean (Qualificato)
3. Vincenzo Santopadre (ultimo turno)
4. Dirk Dier (primo turno)

1. Michael Kohlmann (primo turno)
2. Lars Burgsmüller (ultimo turno)
3. Mariano Puerta (secondo turno)
4. Davide Scala (primo turno)

## Qualificati
1. Attila Sávolt
2. Sébastien Grosjean

1. Charles Auffray
2. Arnaud Di Pasquale

## Tabellone

### Legenda
| - Q = Qualificato - WC = Wild card - LL = Lucky loser | - ALT = Alternate - SE = Special Exempt - PR = Protected Ranking | - w/o = Walkover - r = Ritirato - d = Squalificato |

### Sezione 1
|  | Primo turno                | Primo turno                | Primo turno                | Primo turno | Primo turno |  |  | Secondo turno   | Secondo turno              | Secondo turno              | Secondo turno              | Secondo turno              |   |   | Ultimo turno  | Ultimo turno  | Ultimo turno  | Ultimo turno | Ultimo turno |  |
|  |                            |                            |                            |             |             |  |  |                 |                            |                            |                            |                            |   |   |               |               |               |              |              |  |
|  |                            | Tomás Carbonell            | Tomás Carbonell            | 7           | 6           |  |  |                 |                            |                            |                            |                            |   |   |               |               |               |              |              |  |
|  | 1                          | Diego Nargiso              | Diego Nargiso              | 6           | 4           |  |  | Tomás Carbonell | Tomás Carbonell            | Tomás Carbonell            | 4                          | 3                          |   |   |               |               |               |              |              |  |
|  | Attila Sávolt              | Attila Sávolt              | Attila Sávolt              | 6           | 6           |  |  | Attila Sávolt   | Attila Sávolt              | Attila Sávolt              | 6                          | 6                          |   |   |               |               |               |              |              |  |
|  | Oleg Ogorodov              | Oleg Ogorodov              | Oleg Ogorodov              | 4           | 4           |  |  |                 |                            |                            |                            |                            |   |   | Attila Sávolt | Attila Sávolt | Attila Sávolt | 6            | 6            |  |
|  | Salvador Navarro-Gutierrez | Salvador Navarro-Gutierrez | Salvador Navarro-Gutierrez | 6           | 6           |  |  |                 |                            | Salvador Navarro-Gutierrez | Salvador Navarro-Gutierrez | Salvador Navarro-Gutierrez | 4 | 2 |               |               |               |              |              |  |
|  | Jean-Baptiste Perlant      | Jean-Baptiste Perlant      | Jean-Baptiste Perlant      | 4           | 2           |  |  |                 | Salvador Navarro-Gutierrez | Salvador Navarro-Gutierrez | 7                          | 7                          |   |   |               |               |               |              |              |  |
|  | 7                          | Mariano Puerta             | Mariano Puerta             | 6           | 6           |  |  | 7               | Mariano Puerta             | Mariano Puerta             | 5                          | 5                          |   |   |               |               |               |              |              |  |
|  |                            | Jose Imaz-Ruiz             | Jose Imaz-Ruiz             | 4           | 0           |  |  |                 |                            |                            |                            |                            |   |   |               |               |               |              |              |  |

### Sezione 2
|  | Primo turno           | Primo turno           | Primo turno           | Primo turno | Primo turno |  |  | Secondo turno         | Secondo turno         | Secondo turno      | Secondo turno    | Secondo turno    |   |   | Ultimo turno | Ultimo turno       | Ultimo turno       | Ultimo turno | Ultimo turno |  |
|  |                       |                       |                       |             |             |  |  |                       |                       |                    |                  |                  |   |   |              |                    |                    |              |              |  |
|  | 2                     | Sébastien Grosjean    | Sébastien Grosjean    | 6           | 6           |  |  |                       |                       |                    |                  |                  |   |   |              |                    |                    |              |              |  |
|  |                       | Olivier Mutis         | Olivier Mutis         | 0           | 0           |  |  | 2                     | Sébastien Grosjean    | Sébastien Grosjean | 6                | 6                |   |   |              |                    |                    |              |              |  |
|  | Adrian Voinea         | Adrian Voinea         | Adrian Voinea         | 6           | 6           |  |  |                       | Adrian Voinea         | Adrian Voinea      | 2                | 4                |   |   |              |                    |                    |              |              |  |
|  | Marco Meneschincheri  | Marco Meneschincheri  | Marco Meneschincheri  | 1           | 2           |  |  |                       |                       |                    |                  |                  |   |   | 2            | Sébastien Grosjean | Sébastien Grosjean | 6            | 6            |  |
|  | Christophe Van Garsse | Christophe Van Garsse | Christophe Van Garsse | 6           | 6           |  |  |                       |                       |                    | Mariano Zabaleta | Mariano Zabaleta | 3 | 2 |              |                    |                    |              |              |  |
|  | Stéphane Huet         | Stéphane Huet         | Stéphane Huet         | 2           | 1           |  |  | Christophe Van Garsse | Christophe Van Garsse | 7                  | 6                | 4                |   |   |              |                    |                    |              |              |  |
|  |                       | Mariano Zabaleta      | Mariano Zabaleta      | 6           | 6           |  |  | Mariano Zabaleta      | Mariano Zabaleta      | 5                  | 7                | 6                |   |   |              |                    |                    |              |              |  |
|  | 8                     | Davide Scala          | Davide Scala          | 4           | 2           |  |  |                       |                       |                    |                  |                  |   |   |              |                    |                    |              |              |  |

### Sezione 3
|  | Primo turno        | Primo turno         | Primo turno         | Primo turno | Primo turno |  |  | Secondo turno      | Secondo turno       | Secondo turno       | Secondo turno   | Secondo turno   |   |   | Ultimo turno | Ultimo turno        | Ultimo turno        | Ultimo turno | Ultimo turno |  |
|  |                    |                     |                     |             |             |  |  |                    |                     |                     |                 |                 |   |   |              |                     |                     |              |              |  |
|  | 3                  | Vincenzo Santopadre | Vincenzo Santopadre | 6           | 6           |  |  |                    |                     |                     |                 |                 |   |   |              |                     |                     |              |              |  |
|  |                    | Ahmed Abou-Akad     | Ahmed Abou-Akad     | 0           | 2           |  |  | 3                  | Vincenzo Santopadre | Vincenzo Santopadre | 6               | 6               |   |   |              |                     |                     |              |              |  |
|  | Todd Larkham       | Todd Larkham        | Todd Larkham        | 6           | 6           |  |  |                    | Todd Larkham        | Todd Larkham        | 2               | 4               |   |   |              |                     |                     |              |              |  |
|  | Rogier Wassen      | Rogier Wassen       | Rogier Wassen       | 4           | 2           |  |  |                    |                     |                     |                 |                 |   |   | 3            | Vincenzo Santopadre | Vincenzo Santopadre | 3            | 0            |  |
|  | João Cunha e Silva | João Cunha e Silva  | João Cunha e Silva  | 6           | 6           |  |  |                    |                     |                     | Charles Auffray | Charles Auffray | 6 | 6 |              |                     |                     |              |              |  |
|  | Jan Frode Andersen | Jan Frode Andersen  | Jan Frode Andersen  | 3           | 3           |  |  | João Cunha e Silva | João Cunha e Silva  | João Cunha e Silva  | 3               | 1               |   |   |              |                     |                     |              |              |  |
|  |                    | Charles Auffray     | Charles Auffray     | 7           | 6           |  |  | Charles Auffray    | Charles Auffray     | Charles Auffray     | 6               | 6               |   |   |              |                     |                     |              |              |  |
|  | 5                  | Michael Kohlmann    | Michael Kohlmann    | 5           | 4           |  |  |                    |                     |                     |                 |                 |   |   |              |                     |                     |              |              |  |

### Sezione 4
|  | Primo turno       | Primo turno        | Primo turno       | Primo turno | Primo turno |  |  | Secondo turno      | Secondo turno      | Secondo turno    | Secondo turno    | Secondo turno |   |   | Ultimo turno | Ultimo turno       | Ultimo turno | Ultimo turno | Ultimo turno |  |
|  |                   |                    |                   |             |             |  |  |                    |                    |                  |                  |               |   |   |              |                    |              |              |              |  |
|  |                   | Arnaud Di Pasquale | 4                 | 6           | 6           |  |  |                    |                    |                  |                  |               |   |   |              |                    |              |              |              |  |
|  | 4                 | Dirk Dier          | 6                 | 3           | 3           |  |  | Arnaud Di Pasquale | Arnaud Di Pasquale | 6                | 2                | 6             |   |   |              |                    |              |              |              |  |
|  | Markus Hipfl      | Markus Hipfl       | Markus Hipfl      | 6           | 6           |  |  | Markus Hipfl       | Markus Hipfl       | 4                | 6                | 4             |   |   |              |                    |              |              |              |  |
|  | Larbi Rharnit     | Larbi Rharnit      | Larbi Rharnit     | 3           | 0           |  |  |                    |                    |                  |                  |               |   |   |              | Arnaud Di Pasquale | 6            | 3            | 6            |  |
|  | Dušan Vemić       | Dušan Vemić        | Dušan Vemić       | 6           | 6           |  |  |                    |                    | 6                | Lars Burgsmüller | 4             | 6 | 4 |              |                    |              |              |              |  |
|  | Chemseddine Belal | Chemseddine Belal  | Chemseddine Belal | 0           | 3           |  |  |                    | Dušan Vemić        | Dušan Vemić      | 4                | 4             |   |   |              |                    |              |              |              |  |
|  | 6                 | Lars Burgsmüller   | 3                 | 7           | 7           |  |  | 6                  | Lars Burgsmüller   | Lars Burgsmüller | 6                | 6             |   |   |              |                    |              |              |              |  |
|  |                   | Gastón Etlis       | 6                 | 6           | 6           |  |  |                    |                    |                  |                  |               |   |   |              |                    |              |              |              |  |